# 乌克兰国家五人制足球队
乌克兰国家室内足球队为乌克兰在室内足球项目的国家代表队。